# Porsche Carrera Cup

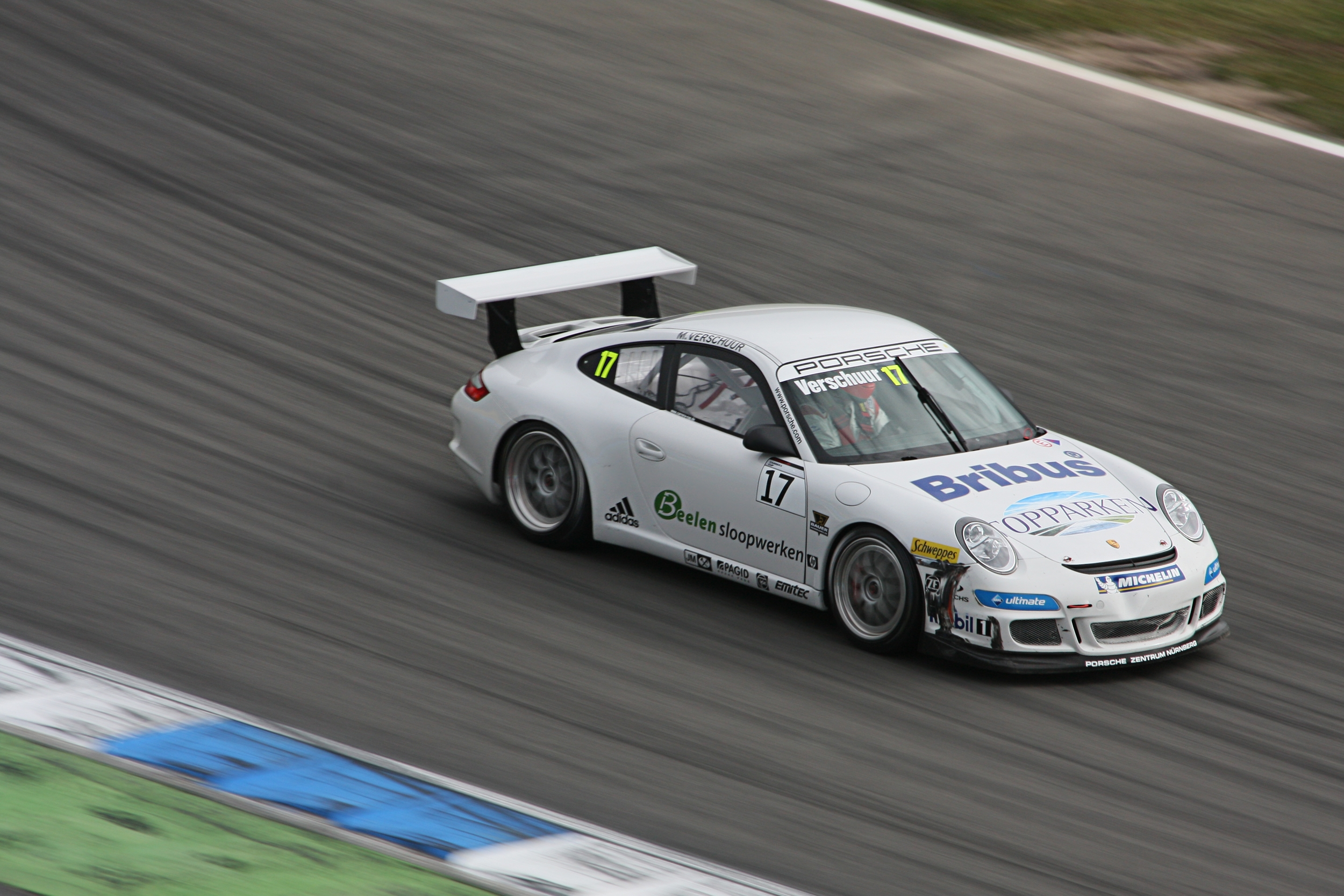
Porsche 911 GT3 Cup de 2008

La Porsche Carrera Cup désigne un ensemble de championnats monotype de course automobile utilisant des Porsche 911 GT3 Cup. Cette série est déclinée en plusieurs championnats nationaux et régionaux dans le monde.

## Histoire
La première Porsche Carrera Cup est organisée en 1986 en Allemagne, une déclinaison française voit le jour l'année suivante. En 1993,  est créée la Porsche Supercup, une sorte de Championnat international de la discipline disputé en lever de rideau de chaque Grand Prix de Formule 1. D'autres championnats nationaux seront créés par la suite, pour la plupart en Europe.

## Championnats
| Zone/Pays     | Championnat                                                         |
| ------------- | ------------------------------------------------------------------- |
| International | Porsche Supercup                                                    |
| International | Coupe du monde Porsche Carrera (Porsche Carrera World Cup)          |
| Allemagne     | Porsche Carrera Cup Allemagne (Carrera Cup Deutschland)             |
| France        | Porsche Carrera Cup France (Porsche Matmut Carrera Cup)             |
| Royaume-Uni   | Porsche Carrera Cup Grande-Bretagne (Carrera Cup GB)                |
| Italie        | Porsche Carrera Cup Italie (Carrera Cup Italia)                     |
| Scandinavie   | Porsche Carrera Cup Scandinavie (Porsche Carrera Cup Scandinavia)   |
| Asie          | Porsche Carrera Cup Asie (Carrera Cup Asia)                         |
| Japon         | Porsche Carrera Cup Japon (Carrera Cup Japan)                       |
| Australie     | Porsche Carrera Cup Australie (Australian Carrera Cup Championship) |